# ESV
ESV Spółka Akcyjna – przedsiębiorstwo energetyczne (OSD) zajmujące się obrotem i dystrybucją energii elektrycznej oraz gazu. Powstało w 1994 roku po restrukturyzacji i prywatyzacji Zespołu Elektrociepłowni Wrocławskich (obecnie „Kogeneracja” S.A.). Firma jest obecna w 10 województwach jednak głównie skupia swą działalność w dolnośląskim. W skład grupy wchodzi 11 spółek.

## Grupa kapitałowa
W skład grupy kapitałowej ESV wchodzą:
- ESV2 Sp z o.o
- ESV3 Sp z o.o
- ESV4 Sp z o.o
- ESV5 Sp z o.o
- ESV6 Sp z o.o
- ESV7 Sp z o.o
- ESV8 Sp z o.o
- ESV9 Sp z o.o

– spółki zajmują się sprzedażą i dystrybucją energii elektrycznej
- ESV Serwis Sp z o.o – prowadząca usługi elektroenergetyczne

- ESV Wisłosan Sp z o.o – zajmująca się produkcją, sprzedażą i dystrybucją ciepłą, gazu i energii elektrycznej

- ESV Metalchem Sp z o.o – zajmująca się sprzedażą i dystrybucją energii elektrycznej